# 北礀居簡
北礀居簡（ほっかん きょかん）は、南宋で活動した臨済宗大慧派の禅傑である。字は敬叟。大慧下3世。

## 生涯
隆興2年（1164年）、潼川府（現在の四川省中部）で誕生した。俗姓は竜氏。故郷の広福院円澄に就いて出家し、径山の別峰や塗毒の許に歴参した後、育王山の仏照徳光の法を嗣いだ。嗣法して15年の後、台州の般若禅院の歴世となり、台州報恩光孝禅寺へ移る。その後病を得て飛来峰の北礀に住したことから、北礀居簡と称される様になった。10年を経て湖州鉄観音禅寺、西余大覚禅寺、安吉州思渓円覚禅師、寧国府彰教禅寺、常州顕慶禅寺、碧雲崇明禅寺、平江府常熟県慧日禅寺、道場山護聖万歳院で接化を行った。
淳祐6年4月1日（1246年4月18日）遷化。語録として北礀和尚語録があり、ほかに北礀文集、北礀詩集ならびに北礀外集が伝わる。また、墨蹟として登承天万仏閣偈が東京国立博物館にあり、北礀居簡墨蹟として重要文化財に指定されている。法嗣として物初大観や天祐思順らがいる。